# Salvador Cardona
Salvador Cardona Balbastre (Alfahuir, Valencia, España; 12 de enero de 1901 - Pau, Francia; 15 de enero de 1985) fue un ciclista hispano-francés profesional entre 1928 y 1938, recordado principalmente por haberse convertido en el primer español en lograr una victoria de etapa en el Tour de Francia, al hacerse con la 9.ª etapa de la edición de 1929 y el primero en finalizar entre los diez primeros clasificados en el Tour de Francia. El 26 de febrero de 1954 se nacionalizó francés.

## Palmarés
| 1929 - 1 etapa del Tour de Francia - Vuelta a Levante - 1 etapa del Circuito de Béarn 1931 - Volta a Cataluña 1932 - 3.ª en el Campeonato de España en Ruta - 1 etapa de la Volta a Cataluña 1933 - Clásica de Ordizia - Vuelta a Galicia | 1934 - 2.º en la Clasificación General de la Vuelta a Castilla - 3.ª en el Campeonato de España en Ruta 1935 - Campeonato de España en Ruta - Circuito de los Puertos Pirenáicos - GP República, más 1 etapa - 2 etapas de la Volta a Cataluña - 1 etapa de la Vuelta a España - Vuelta a Mallorca 1936 - 1 etapa del Vuelta a España |

## Resultados en las grandes vueltas

### Tour de Francia
- 1928 : 15.ª
- 1929 : 4.ª, vencedor de etapa
- 1930 : 16.ª
- 1931 : No inició la 6.ª etapa
- 1935 : 22.ª

### Vuelta a España
- 1935 : 11.ª, vencedor de etapa
- 1936 : 18.ª, vencedor de etapa